# Myers v. United States
Myers v. United States was een zaak die in 1926 diende voor het Amerikaanse Hooggerechtshof. De zaak draaide rondom de vraag of de president de macht heeft om een functionaris van de uitvoerende macht te ontslaan, zonder instemming van de Senaat of een andere wetgevende vergadering.
Aanleiding voor de zaak was het ontslag door president Woodrow Wilson van de postmeester in Oregon Frank S. Myers. Volgens een federale wet uit 1876 mochten postmeesters "benoemd en verwijderd worden door de president op advies en met instemming van de Senaat". Volgens Myers was met zijn ontslag de wet geschonden en had hij recht op salaris over de volledige benoemingstermijn van vier jaar.
Het vonnis werd geschreven door opperrechter William Howard Taft. Hij merkte op dat de grondwet het heeft over de benoeming van functionarissen, maar het nergens heeft over hun ontslag. Bestudering van de verslagen van de Constitutional Convention wees uit dat dat bewust is gedaan. De Conventie had gesproken over het ontslag van overheidsfunctionarissen en geloofde dat het impliciet was opgenomen in de grondwet dat de president het recht had benoemde functionarissen te ontslaan.
Volgens het Hooggerechtshof was de federale wet dus niet in overeenstemming met de grondwet. Daarmee was ook de Tenure of Office Act, die een belangrijke rol speelde bij de impeachment tegen president Andrew Johnson, ongrondwettelijk. De wet was een aantal jaar eerder al ingetrokken door het Congres.
Rechter James Clark McReynolds schreef een dissidente opinie waarin hij de stelling afwees dat de president het recht had elke benoemde overheidsfunctionaris te ontslaan, met uitzondering van rechters. McReynolds vond daar geen basis voor in de grondwet, noch in de verslagen van de Constitutionele Conventie. Rechter Louis Brandeis schreef in een tweede dissidente opinie op basis van de fundamentele zaak Marbury v. Madison, die eerder voor het Hooggerechtshof diende, de president niet het recht heeft om zonder instemming van de Senaat een benoemde functionaris te ontslaan. Volgens rechter Oliver Wendell Holmes in de derde dissidente opinie was het Congres gerechtigd om de functie van postmeester helemaal op te heffen, of om voorwaarden te scheppen wat betreft betaling en invulling van de functie. Hij geloofde daarom ook dat het Congres het recht had om invloed te hebben op de zittingstermijn van de benoemde functionaris.